# Isactinia ignota
Isactinia ignota is een zeeanemonensoort uit de familie Actiniidae.
Isactinia ignota is voor het eerst wetenschappelijk beschreven door Carlgren in 1949.